# مانتو شلوار
مانتو شلوار (به انگلیسی: manteau and pants) ترکیبی از دو پوشاک مانتو و شلوار است که باهم پوشیده می‌شود. استفاده از این پوشاک در دوره‌هایی بعد از انقلاب اسلامی در ایران به دلیل حجاب اجباری بسیار متداول شد. مانتو شلوار انواع مختلفی مانند مهمانی، مناسب استفاده روزمره، مانتو شلوار مدرسه و مانتو شلوار اداری دارد. در حال حاضر، این پوشاک در ایران بیشتر به‌عنوان پوششی برای محیط‌های اداری و سازمانی استفاده می‌شود و کارکردی مذهبی و سیاسی دارد. بعد از کشته‌شدن مهسا امینی و خیزش ۱۴۰۱ ایران، استفاده از مانتو شلوار به شکل چشمگیری بین زنان ایرانی کم شد.

## تاریخچه
پس از انقلاب اسلامی در ایران که مدلی از مانتو توسط رابط‌های سیاسی کشور فرانسه به مسئولین حکومت ایران پیشنهاد داده شد، مانتو جزو پوشش پذیرفته شده از سوی حاکمیت قرار گرفت.
البته در سال‌های اولیه پس از انقلاب اسلامی، زنان هنوز بدون حجاب اجباری حتی در ادارات دولتی فعالیت می‌کردند که پس از تصویب طرح ممنوعیت ورود زنان بی‌حجاب به ادارات در سال ۱۳۵۹ وضعیت پوشش به اجبار تغییر کرد. اگرچه بعد از تصویب این طرح هنوز پوشش با لباس فرم یا مانتو شلوار، رواج نداشت و زنان تنها مجبور بودند لباس پوشیده و آستین‌بلند همراه با روسری بپوشند.
بعد از متداول شدن مانتو هم در ابتدا مانتوهای بلند همراه با جوراب پوشیده می‌شدند و بعدتر مانتو همراه با شلوار استفاده شد.
بعدها در بخش‌نامه دولت رجایی در خصوص ممنوعیت ورود به ادارات دولتی که به وزارت‌خانه‌ها ابلاغ شد، همراه با نقاشی دو زن محجبه، حجاب موردنظر به‌صورت زیر تعریف شد:
۱. حجاب شامل شلوار– مانتوی اسلامی و روسری برابر عکس.
۲. از هر نوع آرایش به هر شکل و نحوی باید خودداری شود.
۳. سرپرست‌های هر واحد موظف به کنترل دقیق مسئله حجاب در واحد خود می‌باشند.
در سال‌های اخیر هم بخشنامه‌های مختلفی در مورد کارمندان بخش دولتی و خصوصی و اجبار استفاده از مانتو شلوار صادر شده است‌.
مانتو شلوار همچنین به‌عنوان پوشش اصلی پذیرفته شده ازنظر قانون برای مدارس دخترانه هم استفاده می‌شود.

## فرهنگ
مقامات فرهنگی ایران در ترویج چادر به‌عنوان جایگزین مانتو برای زنان، طرح چادر ملی را مطرح کرده و ادعا کرده‌اند که این پوشش همراه با شلوار، الگویی برای پوشش زنان اسلامی است.
در سریال‌ها و فیلم‌های پخش شده از صداوسیمای جمهوری اسلامی ایران، تصویر زنان تحصیل‌کرده با حجاب مانتو شلوار و زنان سنتی با حجاب چادر پخش می‌شود. مانتوها نیز با الهام از لباس‌های سنتی اقوام مختلف، ازجمله عرب، کرد و لر، با طراحی‌های متنوع و حتی تزئین با اشعار شاعران ایرانی، در بازار عرضه می‌شوند.

## طرح امنیت اجتماعی
مانتو شلوار در طرح امنیت اجتماعی نقش مهمی داشت. بسیاری از زنان به دلیل کوتاهی مانتو یا زاپ دار بودن شلوار دستگیر شده و حتی مورد ضرب و شتم قرار گرفته‌اند. واحدهای تجاری و تولیدی نقض کننده این ضوابط تعطیل و پلمپ شده‌اند. بر اساس ابلاغیه اتحادیه خیاطان تهران، حداقل طول مانتو برای اینکه مطابق قانون حجاب اجباری باشد، ۱۰۰ سانتی‌متر است و تولید و عرضه مانتوهای کوتاه ممنوع است. بااین‌حال اگر خانم بلندقدی مانتوی ۱۰۰ سانتی‌متری هم نمی‌تواند بپوشد چون برای قد آن کوتاه محسوب می‌شود.
بر اساس دستورالعمل پوشاک بانوان و تأکید دبیر شورای فرهنگ عمومی کشور ایران، استفاده از مانتوهایی با قد تا بالای زانو و مانتوهای جلوباز ممنوع است. همچنین، جلوی مانتوها باید روی هم بیاید و دارای دکمه باشد.